# أشرف العوضي
أشرف العوضي هو ممثل ومقدم برامج أردني

## حياته ومشواره المهني
بدأ عمله من خلال التلفزيون الأردني، في برنامج الأطفال وقت الفرح مع الإعلامية عروب صبح. أتم دراسته من قسم الفنون الجميلة في جامعة اليرموك عام 1994. شارك في العديد من المسلسلات المحلية الأردنية
عمل في قناة الجزيرة للأطفال التي تبث من قطر إلى حين تحولها لتلفزيون ج حيث يقدم برنامجه مع عنبر

## سيرته الفنية
تخرج من جامعة اليرموك سنة 1995 تخصص فنون مسرحية، بعدها بعام جاءه فرصة المشاركة في برنامج «ساعة شباب» مع الاعلامي أيمن الزيود والاعلامية عروب صبح، حيث قدم فقرة كوميدية تتكلم عن موضوع الحلقة بقالب ساخر، وقد حقق البرنامج صدى رائعا بين الشباب لما يحمله من هموم ومواضيع تلامس افكارهم وطموحاتهم، بعد ذلك اتى «وقت الفرح» بشكله الجديد والمميز تقدمه عروب بطريقتها العفوية والمحببة لدى الطفل، وكان مقدما معها في البرنامج إضافة إلى المقعد أو كما كان يذكر اسمها (الكنباية ريري) حيث حققت شهرة كبيرة بين الصغار والكبار.

## تجربته في قناة الجزيرة أطفال
بالنسبة للجزيرة للاطفال إنضم إليها في عام 2005 قبل انطلاقها، كما وايضا اقدم شخصية إلكترونية افتراضية تدعى (ناد) وكان عبارة عن روبوت مرسوم بالابعاد الثلاثية وكان يقوم بتحريكه عن بعد بالإضافة طبعا إلى صوته الذي يضعه عليه. بعد ذلك بعامين دخل كمقدم في برنامج (الو مرحبا) مع الدمية (عنبر) وكان ذلك الوقت مسجلا، ثم أصبح يبث على الهواء فيما بعد. برنامج الو مرحبا برنامج تفاعلي تربوي يعتمد على اتصالات الأطفال ومناقشتهم في موضوع الحلقة بالإضافة إلى مسابقات والعاب تعتمد على المشاهدة يلعبها الأطفال على الهواء مباشرة. بعد ذلك بفترة دخل دمية جديدة على البرنامج تدعى (لحوح) لتؤكد هوية البرنامج، وقد لقي برنامج (الو مرحبا) استحسانا كبيراً عند الأطفال في كل انحاء الوطن العربي والعالم تقريبا. 
والعمل الآخر والذي قدمه هو مسلسل (تيمور) بجزئيه على القناة كممثل حيث لعب شخصية (تيمور) بطل المسلسل. وهو من إخراج المخرج الأردني سامر جبر. وكان قد عرض في جزئين رمضان 2010 ورمضان 2011. وهو مسلسل تربوي كوميدي، وقد شارك فيه نخبة كبيرة من الفنانين وفنيين من كل الوطن العربي. كما أن مسلسل تيمور حقق مشاهدة كبيرة في كل ارجاء العالم العربي والاروربي.

## أهم الأعمال
1. فيلم زهير وسهير (2012)[4]
2. مسلسل تيمور ج2 (2011)[5]
3. مسلسل تيمور ج1 (2010)[6]
4. مسلسل أنا وإخوتي، الجزء الثاني (2008)[7]
5. مسلسل نهيل (2000)[8]
6. مسلسل الدرب الطويل (2000)[9]
7. مسلسل عرس الصقر (1998)[10]
8. مسلسل TV الفين (1998)[11]
9. شهناز في بلاد الألغاز (1997)
10. فيلم الحذاء (1989)[12]

## روابط خارجية
- أشرف العوضي على موقع قاعدة بيانات الأفلام العربية